# Редактор блогов Windows Live
Редактор блогов Windows Live (англ. Windows Live Writer) — приложение в составе бесплатного пакета Windows Essentials, разрабатываемого корпорацией Microsoft, позволяющее вести блоги на многих популярных блог-платформах. С его помощью можно быстро создать запись в автономном режиме, полностью подготовить её к публикации, не используя при этом админ-панель вашего блога. Последнее обновление вышло в 2012 году. В январе 2017 года прекращена поддержка приложения.
Ответвление Windows Live Writer с открытым исходным кодом было выпущено как Open Live Writer 9 декабря 2015.

## Функциональность
Программное обеспечение было разработано на основе WYSIWYG, с возможностью публикации фотографий и карт. Приложение имело совместимость с Windows Live Spaces, блогами SharePoint, Blogger, LiveJournal, TypePad, WordPress, Telligent Community, PBlogs.gr, JournalHome, MetaWeblog, Movable Type, Blogengine, Squarespace и другие, поддерживающие формат Really Simple Discovery .
В Windows Live Writer внедрили API настройки, для обеспечения расширенных пользовательских настроек и возможности добавления новых функций.
Windows Live Writer был локализован на 48 различных языках.

## История
Первая версия Windows Live Writer была создана на основе редактора Onfolio Writer, продукте, который стал принадлежать Microsoft после приобретения Onfolio.
6 ноября 2007 года вышла версия 2008, включающая, встроенную проверку орфографии, редактирование таблиц, возможность добавления категорий, создание страниц для WordPress и TypePad, поддержку цитат и расширенных записей, улучшенные гиперссылки, вставку изображений, а также новую функцию «Специальная вставка». Также улучшено взаимодействие с приложением SharePoint 2007, новые API-интерфейсы для создания пользовательских расширений, автоматическая синхронизация локальных и сетевых изменений, интеграция с Windows Live Gallery и поддержка «ярлыков Blogger».
15 декабря 2008 г. была выпущена версия 2009 как часть пакета Windows Live Essentials .
Выпущенный 30 сентября 2010 г. Windows Live Writer 2011 представил новый пользовательский интерфейс ленты.
Версия 2012 выпущенная 7 августа 2012 года стала финальным обновлением пакета Windows Essentials и приложения Writer.
10 января 2017 г. поддержка Windows Essentials 2012 и всех её приложений, включая Windows Live Writer, прекращена. Программное обеспечение больше не доступно для загрузки у Microsoft.